# Misión por España
Misión por España es una historieta de Mortadelo y Filemón, dibujada y guionizada por el historietista español Francisco Ibáñez, de 48 páginas. La historieta se publicó en abril de 2021.

## Trayectoria Editorial
La historieta fue publicada por Magos del Humor el 8 de abril de 2021, siendo la número 108 de dicha colección, mientras que es la número 217 de la Colección Olé.

## Sinopsis
El Súper encarga a Mortadelo y Filemón la búsqueda y detención de una banda de traficantes de droga que está desarrollando sus negocios por toda España. Para ello, los detectives contarán con la ayuda de un invento del profesor Bacterio y deberán viajar a las principales ciudades del país, comenzando por Barcelona. A partir de aquí, recorrerán también ciudades tales como Madrid, Sevilla, Bilbao, Segovia o Valencia entre otras.

## Contexto
Fue Ediciones B la que encargó a Ibáñez la realización de esta historieta con el fin de promover el turismo nacional, que había desaparecido debido a los confinamientos derivados del COVID-19 en 2020. Esto provocó que se retrasase la publicación del álbum El cambio climático, que para entonces ya había finalizado.

## Comentarios
Ibáñez destacó en una entrevista realizada para el periódico La Vanguardia a propósito de esta historieta que esta carece de "mensaje político" debido a que el público de Mortadelo y Filemón tiene diversas ideas y opiniones políticas y solo "busca diversión y entretenimiento”. 
Otra cosa a destacar de la historieta es la gran variedad de elementos icónicos de España que se encuentran representadas en sus páginas, entre los que se encuentran la Puerta del Sol y la fuente de Cibeles en Madrid, la Torre del Oro y la Giralda de Sevilla, la Ciudad de las Artes y las Ciencias de Valencia, y el acueducto romano de Segovia. 
Por otro lado, Misión por España es también la primera historieta que no posee el entintado de Juan Manuel Muñoz Chueca desde 1985, siendo este sustituido por Joan Espinach, un dibujante de cómics de la compañía Disney que ha trabajado para diversas revistas europeas.